# Andrei Bursaci
Andrei Bursaci (n. 1923, Cluj, România) este un actor român de film și teatru.

## Biografie
A absolvit  Institutul de Teatru „Szentgyörgyi István” din Cluj, în 1953. A fost repartizat la Teatrul de Stat din Baia Mare,apoi s-a mutat la Teatrul din Oradea în 1956. Actor la  Teatrul din Ploiești, din 1960, apoi la Teatrul Nottara din București. Este, probabil, cel mai cunoscut pentru rolurile sale din filme ca Cu mâinile curate (1972), Un comisar acuză (1974) sau Secretul lui Nemesis (1987).
A fost căsătorit cu actrița Coca Andronescu și, apoi, cu actrița Cristina Tacoi. Este tatăl scriitorului Cătălin Bursaci (decedat la 18 ani).

## Filmografie
- Balul de sîmbătă seara (1968)
- Gioconda fără surîs (1968)
- Baltagul (1969)
- Mihai Viteazul (1971)
- Asediul (1971)
- Puterea și adevărul (1972)
- Cu mîinile curate (1972)
- Vifornița (1973)
- Un comisar acuză (1974)
- Frații Jderi (1974)
- Hyperion (1975)
- Patima (1975) - muncitorul tăbăcar Nistor
- Pintea (1976) - comandantul garnizoanei Baia Mare
- Pentru patrie (1978)
- Din nou împreună (1978) - Cocorăscu
- Vlad Țepeș (1979) - Rătundu
- Drumul oaselor (1980)
- Am fost șaisprezece (1980)
- Munții în flăcări (1980)
- Calculatorul mărturisește (1982)
- Trandafirul galben (1982)
- Misterele Bucureștilor (1983)
- Căruța cu mere (1983)
- Racolarea (1985)
- Secretul lui Nemesis (1987)
- Vulcanul stins (1987)
- O vară cu Mara (1989)
- Somnul insulei (1994)

- Rămân cu tine (1982)
- Femeia fericită (1974)
- Fantomele se grăbesc (1966)

## Roluri în piese de teatru[2]
- Chapuis în Clubul împuscaților (Vladimir Nekrasov) de Jean-Paul Sartre, 1956, regia Corneliu Zdrehuș
- Traian în Titanic Vals de Tudor Mușatescu, 1956, regia Valentin Avrigeanu
- Dan în Rețeta fericirii de Aurel Baranga, 1957, regia Dorel Urlățeanu
- Anton în Tinerețea părinților de Boris Gorbatov, 1957, regia  Corneliu Zdrehuș
- Interpret în Sus cortina, 1957, regia Dorel Urlățeanu
- Gigel Luca în Masca lui Neptun, de Grinevici-Pantelimon, 1957, regia Dan Alecsandrescu
- Feodor în Invazia de Leonid Leonov, 1957, regia Radu Penciulescu
- Valter în Idolul și Ion Anapoda de George Mihail Zamfirescu, 1958, regia Dan Alecsandrescu
- Soldatul I în Ciocârlia de Jean Anouilh, 1958, regia Radu Penciulescu
- Mitea în Aristrocrații de Nikolai Pogodin, 1959, regia Radu Penciulescu
- Ion Pascu în Nota zero la purtare de Virgil Stoenescu și Octavian Sava, 1959, regia Ion Ion Marinescu
- Antonanzas în Montserrat de Emmanuel Roblės, 1959, regia Radu Penciulescu
- Interpret – În August cerul e senin de Mihail Săulescu și Paul Aristide, 1959, regia Dan Alecsandrescu
- Un soldat neamț în Gara mică de Dan Tărchilă, 1959, regia Ion Marinescu
- Hrușci și Prima santinelă în Liubov Iarovaia de K. Treniov, 1959, regia Dan Alecsandrescu[7]
- Sava în Partea leului de Constantin Teodoru, 1960, regia Ion Marinescu
- Cadet și D’Artagnan în Cyrano de Bergerac de Edmond Rostand, 1960, regia Valeriu Moisescu
- Cavalerul Crucii de Fier în Passacaglia de Titus Popovici, 1960, regia Dan Alecsandrescu

## Legături externe
- Andrei Bursaci Arhivat în 16 decembrie 2019, la Wayback Machine. la cinemarx.ro